# Lewis Baxter Schwellenbach

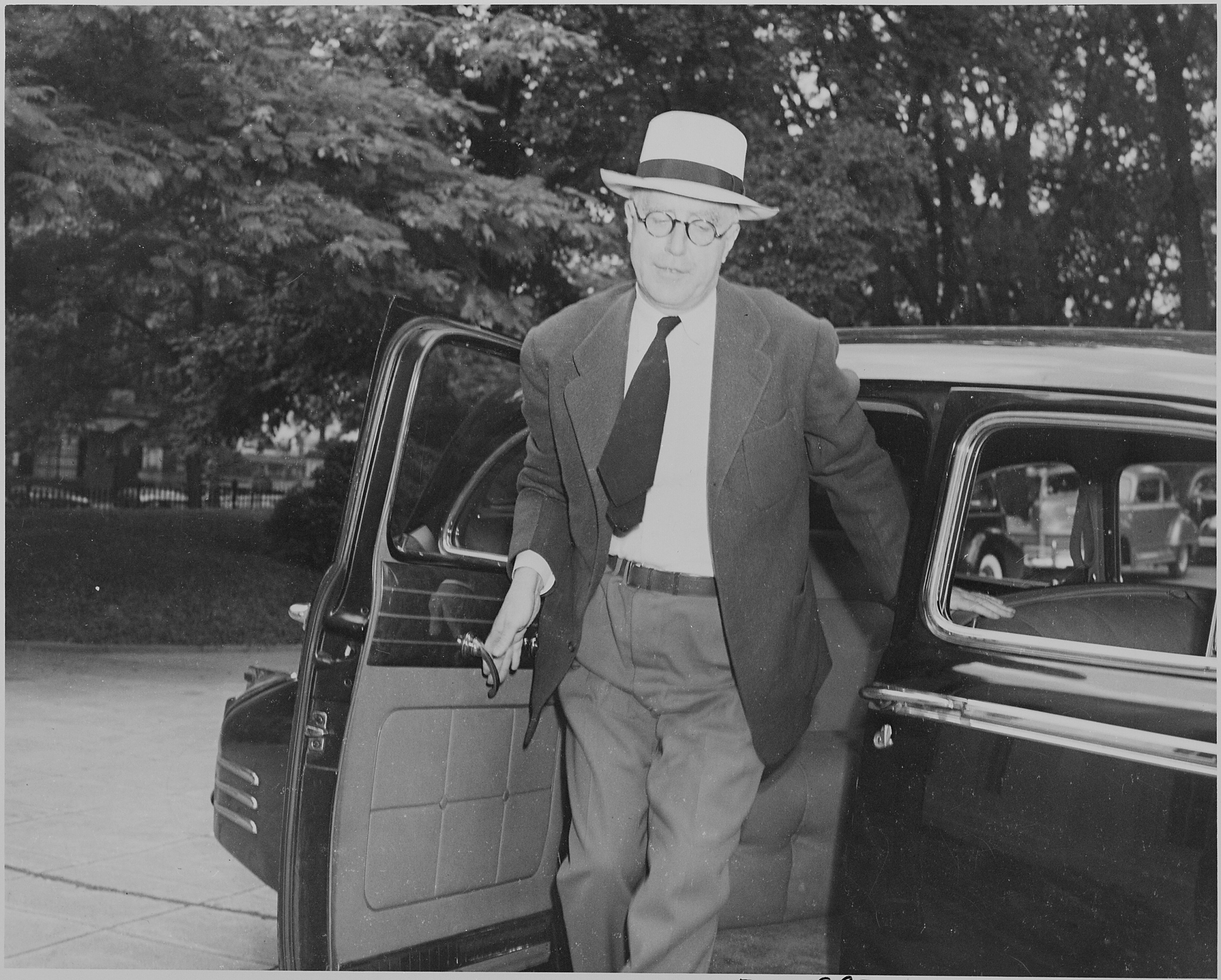
Lewis Baxter Schwellenbach, 10. August 1945

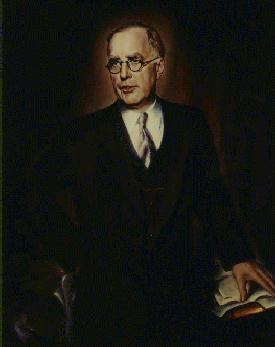
Lewis Baxter Schwellenbach

Lewis Baxter Schwellenbach (* 20. September 1894 in Superior, Wisconsin; † 10. Juni 1948 in Washington, D.C.) war ein US-amerikanischer Jurist und Politiker.

## Frühes Leben
Lewis Schwellenbach zog 1902 im Alter von acht Jahren mit seinen Eltern nach Spokane im Bundesstaat Washington, wo er den Rest seiner Kindheit und Jugend verlebte. In Spokane besuchte Schwellenbach die Grundschule und die Highschool und studierte anschließend an der renommierten University of Washington in Seattle, wo er im Jahr 1917 seinen Abschluss in Rechtswissenschaften erlangte und anschließend dort weiterarbeitete. Ein Jahr später wurde er als Soldat in den Ersten Weltkrieg eingezogen und diente im 12. Regiment der amerikanischen Infanterie. Im Jahr 1919 erfolgte seine ehrenhafte Entlassung im Rang eines Corporal, danach praktizierte er in Seattle als Anwalt.

## Politische Karriere
Schwellenbach kandidierte 1932 erfolglos als Demokrat für das Amt des Gouverneurs von Washington, doch bereits zwei Jahre später wurde er für Washington in den Senat der Vereinigten Staaten gewählt. Schwellenbach amtierte vom 3. Januar 1935 bis zum 16. Dezember 1940, ehe er freiwillig von seinem Amt zurücktrat. Im Jahr 1938 war er Gesandter bei der Interparlamentarischen Union in Den Haag.
Im Jahr 1940 wurde Schwellenbach zum Bundesrichter der östlichen Bezirke von Washington ernannt und amtierte bis 1945. In seine Amtszeit als Richter fällt seine Involvierung in das streng geheime Manhattan-Projekt und die daraus resultierenden Atombombenabwürfe auf Hiroshima und Nagasaki. Es ist jedoch unwahrscheinlich, dass Schwellenbach in die tödliche Aktion mit eingebunden war.
Am 1. Juli 1945 erfolgte Schwellenbachs Ernennung zum fünften Arbeitsminister der Vereinigten Staaten als Nachfolger von Frances Perkins. Unter seiner Führung und der von Präsident Harry S. Truman wurden die USA wirtschaftlich aus dem Zweiten Weltkrieg geführt. Zu seinem Nachfolger wurde 1948 Maurice J. Tobin ernannt.

## Privatleben und Tod
Bereits als Senator heiratete Schwellenbach im Dezember 1935 seine Sekretärin Anne Duffy, eine aus Chicago stammende Frau. Das Paar hatte keine Kinder. Er gehörte lange Jahre der Amerikanischen Legion an.
Schwellenbach starb im Juni 1948 im Walter-Reed-Militärkrankenhaus in Washington. Er war der bislang einzige Arbeitsminister, der während seiner Amtszeit starb. Schwellenbach liegt auf dem Washelli Cemetery in Seattle begraben.